# خسمخ (مقاطعة فومن)
خسمخ (بالفارسية: خسمخ) هي قرية تقع في غيلان في إيران. يقدر عدد سكانها بـ 1,142 نسمة .